# Sachem

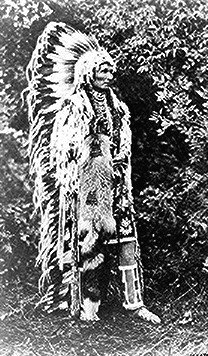
El sachem

Sachem o sagamore era el jefe supremo en las sociedades de los pueblos algonquinos o iroqueses. Ambas palabras son anglicismos de términos cognados de lenguas algonquinas orientales surgidos circa 1622. Algunas fuentes indican que un sagamore tenía menor autoridad que un sachem.